# Bern Grizzlies
I Bern Grizzlies sono una squadra svizzera di football americano di Berna, fondata nel 1985.
Hanno vinto 6 volte lo Swiss Bowl.

## Dettaglio stagioni

### Tackle football

#### Tornei nazionali

##### Campionato

###### Lega Nazionale A/Campionato SAFV
| Stagione | regular season | regular season | regular season | regular season | regular season | regular season | playoff | playoff | playoff | playoff | playoff | playoff          | playoff                 |
|          | Vin            | Par            | Per            | Tot            | PF             | PS             | Vin     | Per     | Tot     | PF      | PS      | risultato        | avversaria              |
| -------- | -------------- | -------------- | -------------- | -------------- | -------------- | -------------- | ------- | ------- | ------- | ------- | ------- | ---------------- | ----------------------- |
| 1987     | 1              | 0              | 7              | 8              | 50             | 172            | -       | -       | -       | -       | -       | -                | -                       |
| 1989     | 8              | 0              | 2              | 10             | 248            | 120            | 1       | 0       | 1       | 35      | 22      | Campioni         | Basilisk Meanmachine    |
| 1990     | 0              | 0              | 6              | 6              | 34             | 196            | -       | -       | -       | -       | -       | -                | -                       |
| 1994     | 6              | 0              | 2              | 8              | 179            | 49             | 1       | 0       | 1       | 52      | 0       | Playoff          | Lausanne Sharks         |
| 1995     | 6              | 0              | 2              | 8              | 229            | 46             | 3       | 1       | 4       | 124     | 82      | Campioni         | Geneva Seahawks         |
| 1996     | 7              | 1              | 0              | 8              | 306            | 52             | 2       | 0       | 2       | 45      | 12      | Campioni         | Geneva Seahawks         |
| 1997     | 6              | 0              | 0              | 6              | 205            | 101            | 1       | 1       | 2       | 45      | 38      | Swiss Bowl       | Seaside Vipers          |
| 1998     | 1              | 0              | 9              | 10             | 121            | 450            | -       | -       | -       | -       | -       | -                | -                       |
| 2000     | 0              | 0              | 8              | 8              | 44             | 357            | -       | -       | -       | -       | -       | -                | -                       |
| 2001     | 6              | 0              | 3              | 9              | 175            | 106            | 0       | 1       | 1       | 0       | 51      | Quarti di finale | Zürich Renegades        |
| 2002     | 1              | 0              | 7              | 8              | 88             | 238            | -       | -       | -       | -       | -       | -                | -                       |
| 2003     | 6              | 0              | 3              | 9              | 256            | 141            | 0       | 1       | 1       | 18      | 14      | Semifinale       | Gladiators Beider Basel |
| 2004     | 5              | 0              | 4              | 9              | 257            | 112            | -       | -       | -       | -       | -       | -                | -                       |
| 2005     | 4              | 0              | 3              | 7              | 188            | 135            | 0       | 1       | 1       | 22      | 32      | Semifinale       | Zürich Renegades        |
| 2006     | 2              | 0              | 6              | 8              | 99             | 175            | 0       | 1       | 1       | 8       | 48      | Semifinale       | Zürich Renegades        |
| 2007     | 8              | 0              | 0              | 8              | 315            | 80             | 2       | 0       | 2       | 59      | 48      | Campioni         | Winterthur Warriors     |
| 2008     | 4              | 0              | 4              | 8              | 178            | 153            | -       | -       | -       | -       | -       | -                | -                       |
| 2009     | 4              | 0              | 4              | 8              | 200            | 117            | 0       | 1       | 1       | 0       | 42      | Semifinale       | Calanda Broncos         |
| 2010     | 5              | 0              | 5              | 10             | 193            | 203            | 0       | 1       | 1       | 7       | 30      | Semifinale       | Calanda Broncos         |
| 2011     | 4              | 0              | 6              | 10             | 199            | 266            | 0       | 1       | 1       | 6       | 42      | Semifinale       | Calanda Broncos         |
| 2012     | 5              | 0              | 5              | 10             | 161            | 259            | -       | -       | -       | -       | -       | -                | -                       |
| 2013     | 6              | 0              | 4              | 10             | 313            | 160            | 0       | 1       | 1       | 6       | 34      | Semifinale       | Gladiators Beider Basel |
| 2014     | 6              | 0              | 4              | 10             | 259            | 258            | 0       | 1       | 1       | 37      | 65      | Semifinale       | Calanda Broncos         |
| 2015     | 5              | 0              | 5              | 10             | 208            | 217            | 1       | 1       | 2       | 62      | 77      | Swiss Bowl       | Calanda Broncos         |
| 2016     | 7              | 0              | 3              | 10             | 309            | 225            | 2       | 0       | 2       | 76      | 48      | Campioni         | Calanda Broncos         |
| 2017     | 5              | 0              | 5              | 10             | 233            | 137            | 0       | 1       | 1       | 7       | 14      | Semifinale       | Gladiators Beider Basel |
| 2018     | 7              | 0              | 3              | 10             | 331            | 257            | 0       | 1       | 1       | 14      | 21      | Semifinale       | Geneva Seahawks         |
| 2019     | 6              | 0              | 4              | 10             | 203            | 181            | 0       | 1       | 1       | 7       | 24      | Semifinale       | Geneva Seahawks         |
| 2021     | 7              | 0              | 1              | 8              | 246            | 116            | 1       | 1       | 2       | 33      | 37      | Swiss Bowl       | Calanda Broncos         |
| 2022     | 10             | 0              | 0              | 10             | 368            | 72             | 2       | 0       | 2       | 71      | 22      | Campioni         | Calanda Broncos         |
| 2023     | 1              | 0              | 9              | 10             | 169            | 303            | -       | -       | -       | -       | -       | -                | -                       |
| 2024     | 1              | 0              | 9              | 10             | 148            | 318            | -       | -       | -       | -       | -       | -                | -                       |
| Totale   | 150            | 1              | 133            | 284            | 6512           | 5772           | 16      | 16      | 32      | 731     | 803     |                  |                         |

Fonti: Enciclopedia del Football - A cura di Roberto Mezzetti; Sito storico SAFV

###### Lega Nazionale B/Lega B
| Stagione | regular season | regular season | regular season | regular season | regular season | regular season | playoff | playoff | playoff | playoff | playoff | playoff   | playoff         |
|          | Vin            | Par            | Per            | Tot            | PF             | PS             | Vin     | Per     | Tot     | PF      | PS      | risultato | avversaria      |
| -------- | -------------- | -------------- | -------------- | -------------- | -------------- | -------------- | ------- | ------- | ------- | ------- | ------- | --------- | --------------- |
| 1988     | 7              | 0              | 3              | 10             | 236            | 113            | 2       | 0       | 2       | 42      | 18      | Promossi  | Bülach Giants   |
| 1991     | 7              | 0              | 3              | 10             | 272            | 110            | -       | -       | -       | -       | -       | -         | -               |
| 1992     | 6              | 0              | 2              | 8              | 164            | 130            | -       | -       | -       | -       | -       | -         | -               |
| 1993     | 5              | 0              | 1              | 6              | 94             | 37             | -       | -       | -       | -       | -       | -         | -               |
| 1999     | 4              | 0              | 4              | 8              | 224            | 125            | 2       | 1       | 3       | 106     | 23      | Finale    | Geneva Seahawks |
| Totale   | 29             | 0              | 13             | 42             | 1000           | 515            | 4       | 1       | 5       | 148     | 41      |           |                 |

Fonte: Sito storico SAFV

##### Campionati giovanili

###### Under-19/Juniorenliga
| Stagione | regular season | regular season | regular season | regular season | regular season | regular season | playoff | playoff | playoff | playoff | playoff | playoff          | playoff                 |
|          | Vin            | Par            | Per            | Tot            | PF             | PS             | Vin     | Per     | Tot     | PF      | PS      | risultato        | avversaria              |
| -------- | -------------- | -------------- | -------------- | -------------- | -------------- | -------------- | ------- | ------- | ------- | ------- | ------- | ---------------- | ----------------------- |
| 1992     | 7              | 0              | 3              | 10             | 89             | 34             | 1       | 2       | 3       | 6       | 14      | Junior Bowl      | Zürich Renegades        |
| 1993     | 5              | 0              | 1              | 6              | 81             | 20             | -       | -       | -       | -       | -       | -                | -                       |
| 1994     | 4              | 0              | 4              | 8              | 146            | 127            | -       | -       | -       | -       | -       | -                | -                       |
| 1995     | 5              | 0              | 3              | 8              | 275            | 98             | 0       | 1       | 1       | 15      | 36      | Quarti di finale | Zürich Renegades        |
| 1996     | 2              | 0              | 6              | 8              | 119            | 272            | -       | -       | -       | -       | -       | -                | -                       |
| 1997     | 5              | 0              | 3              | 8              | 190            | 51             | 0       | 1       | 1       | 14      | 20      | Semifinale       | Zürich Renegades        |
| 1998     | 9              | 0              | 1              | 10             | 390            | 32             | 2       | 1       | 3       | 89      | 42      | Junior Bowl      | Zürich Renegades        |
| 1999     | 3              | 0              | 0              | 3              | 113            | 6              | 2       | 0       | 2       | 84      | 38      | Campioni         | Seaside Merlins         |
| 2000     | 5              | 0              | 3              | 8              | 195            | 125            | 0       | 1       | 1       | 12      | 20      | Semifinale       | Gladiators Pratteln     |
| 2001     | 6              | 0              | 3              | 9              | 219            | 100            | 0       | 1       | 1       | 29      | 30      | Semifinale       | Landquart Broncos       |
| 2002     | 5              | 0              | 4              | 9              | 166            | 80             | 1       | 1       | 2       | 26      | 49      | Semifinale       | Gladiators Beider Basel |
| 2003     | 7              | 0              | 2              | 9              | 267            | 115            | 1       | 1       | 2       | 36      | 52      | Junior Bowl      | Gladiators Beider Basel |
| 2004     | 0              | 1              | 8              | 9              | 52             | 298            | -       | -       | -       | -       | -       | -                | -                       |
| 2005     | 1              | 0              | 7              | 8              | 90             | 299            | -       | -       | -       | -       | -       | -                | -                       |
| 2006     | 1              | 0              | 7              | 8              | 74             | 260            | -       | -       | -       | -       | -       | -                | -                       |
| 2007     | 2              | 0              | 6              | 8              | 108            | 216            | -       | -       | -       | -       | -       | -                | -                       |
| 2008     | 7              | 0              | 3              | 10             | 294            | 168            | 0       | 1       | 1       | 6       | 48      | Semifinale       | Gladiators Beider Basel |
| 2009     | 4              | 0              | 4              | 8              | 164            | 188            | -       | -       | -       | -       | -       | -                | -                       |
| 2010     | 3              | 1              | 4              | 8              | 76             | 135            | 1       | 1       | 2       | 26      | 26      | Semifinale       | Calanda Broncos         |
| 2011     | 5              | 0              | 5              | 10             | 200            | 163            | -       | -       | -       | -       | -       | -                | -                       |
| 2012     | 4              | 0              | 6              | 10             | 206            | 207            | -       | -       | -       | -       | -       | -                | -                       |
| 2013     | 4              | 0              | 6              | 10             | 224            | 252            | -       | -       | -       | -       | -       | -                | -                       |
| 2014     | 8              | 0              | 2              | 10             | 274            | 81             | 2       | 0       | 2       | 66      | 44      | Campioni         | Zürich Renegades        |
| 2015     | 5              | 0              | 5              | 10             | 161            | 160            | 0       | 1       | 1       | 0       | 7       | Semifinale       | Winterthur Warriors     |
| 2016     | 6              | 0              | 4              | 10             | 194            | 125            | 0       | 1       | 1       | 7       | 36      | Semifinale       | Zürich Renegades        |
| Totale   | 113            | 2              | 100            | 215            | 4575           | 3542           | 10      | 13      | 23      | 416     | 462     |                  |                         |

Fonte: Sito storico SAFV

###### Under-16
| Stagione | regular season | regular season | regular season | regular season | regular season | regular season | playoff | playoff | playoff | playoff | playoff | playoff   | playoff             |
|          | Vin            | Par            | Per            | Tot            | PF             | PS             | Vin     | Per     | Tot     | PF      | PS      | risultato | avversaria          |
| -------- | -------------- | -------------- | -------------- | -------------- | -------------- | -------------- | ------- | ------- | ------- | ------- | ------- | --------- | ------------------- |
| 2015     | 2              | 0              | 3              | 5              | 124            | 167            | -       | -       | -       | -       | -       | -         | -                   |
| 2016     | 6              | 0              | 0              | 6              | 254            | 112            | 1       | 1       | 2       | 33      | 26      | Finale    | Winterthur Warriors |
| Totale   | 8              | 0              | 3              | 11             | 378            | 279            | 1       | 1       | 2       | 33      | 26      |           |                     |

Fonte: Sito storico SAFV

#### Tornei internazionali

##### European Football League
| Stagione | regular season | regular season | regular season | regular season | regular season | regular season | playoff | playoff | playoff | playoff | playoff | playoff              | playoff          |
|          | Vin            | Par            | Per            | Tot            | PF             | PS             | Vin     | Per     | Tot     | PF      | PS      | risultato            | avversaria       |
| -------- | -------------- | -------------- | -------------- | -------------- | -------------- | -------------- | ------- | ------- | ------- | ------- | ------- | -------------------- | ---------------- |
| 1990     | -              | -              | -              | -              | -              | -              | 0       | 1       | 1       | 0       | 72      | Sedicesimi di finale | Brussels Raiders |
| Totale   | -              | -              | -              | -              | -              | -              | 0       | 1       | 1       | 0       | 72      |                      |                  |

Fonti: Enciclopedia del Football - A cura di Roberto Mezzetti;

##### EFAF Cup
| Stagione | regular season | regular season | regular season | regular season | regular season | regular season | playoff | playoff | playoff | playoff | playoff | playoff   | playoff    |
|          | Vin            | Par            | Per            | Tot            | PF             | PS             | Vin     | Per     | Tot     | PF      | PS      | risultato | avversaria |
| -------- | -------------- | -------------- | -------------- | -------------- | -------------- | -------------- | ------- | ------- | ------- | ------- | ------- | --------- | ---------- |
| 2008     | 0              | 0              | 2              | 2              | 0              | 66             | -       | -       | -       | -       | -       | -         | -          |
| Totale   | 0              | 0              | 2              | 2              | 0              | 66             | -       | -       | -       | -       | -       |           |            |

Fonti: Sito Eurobowl.info Archiviato il 19 ottobre 2017 in Internet Archive. - A cura di Roberto Mezzetti;

##### Fed Cup
| Stagione | regular season | regular season | regular season | regular season | regular season | regular season | playoff | playoff | playoff | playoff | playoff | playoff    | playoff               |
|          | Vin            | Par            | Per            | Tot            | PF             | PS             | Vin     | Per     | Tot     | PF      | PS      | risultato  | avversaria            |
| -------- | -------------- | -------------- | -------------- | -------------- | -------------- | -------------- | ------- | ------- | ------- | ------- | ------- | ---------- | --------------------- |
| 1997     | -              | -              | -              | -              | -              | -              | 0       | 1       | 1       | 0       | 48      | Semifinale | Flash de La Courneuve |
| Totale   | -              | -              | -              | -              | -              | -              | 0       | 1       | 1       | 0       | 48      |            |                       |

Fonti: Sito Eurobowl.info Archiviato il 19 ottobre 2017 in Internet Archive. - A cura di Roberto Mezzetti;

### Flag football

#### Tornei nazionali

##### Campionati giovanili

###### Under-16
| Stagione | regular season | regular season | regular season | regular season | regular season | regular season | playoff | playoff | playoff | playoff | playoff | playoff    | playoff           |
|          | Vin            | Par            | Per            | Tot            | PF             | PS             | Vin     | Per     | Tot     | PF      | PS      | risultato  | avversaria        |
| -------- | -------------- | -------------- | -------------- | -------------- | -------------- | -------------- | ------- | ------- | ------- | ------- | ------- | ---------- | ----------------- |
| 2010     | -              | -              | -              | -              | -              | -              | 0       | 1       | 1       | 20      | 45      | Semifinale | Rafz Bulldogs     |
| 2011     | 2              | 0              | 10             | 12             | 165            | 478            | 0       | 1       | 1       | 12      | 48      | Semifinale | Rafz Bulldogs     |
| 2012     | 2              | 0              | 10             | 12             | 215            | 546            | 0       | 1       | 1       | 0       | 54      | Semifinale | Geneva Seahawks 1 |
| 2013     | 0              | 0              | 12             | 12             | 0              | 600            | -       | -       | -       | -       | -       | -          | -                 |
| Totale   | 4              | 0              | 32             | 36             | 380            | 1624           | 0       | 3       | 3       | 32      | 147     |            |                   |

Fonte: Sito storico SAFV

###### Under-15
| Stagione | regular season | regular season | regular season | regular season | regular season | regular season | playoff | playoff | playoff | playoff | playoff | playoff    | playoff       |
|          | Vin            | Par            | Per            | Tot            | PF             | PS             | Vin     | Per     | Tot     | PF      | PS      | risultato  | avversaria    |
| -------- | -------------- | -------------- | -------------- | -------------- | -------------- | -------------- | ------- | ------- | ------- | ------- | ------- | ---------- | ------------- |
| 2008     | 3              | 0              | 6              | 9              | 153            | 333            | -       | -       | -       | -       | -       | -          | -             |
| 2009     | 4              | 0              | 4              | 8              | 187            | 215            | 0       | 1       | 1       | 38      | 44      | Semifinale | Rafz Bulldogs |
| Totale   | 7              | 0              | 10             | 17             | 340            | 548            | 0       | 1       | 1       | 38      | 44      |            |               |

Fonte: Sito storico SAFV

###### Under-13
| Stagione | regular season | regular season | regular season | regular season | regular season | regular season | playoff | playoff | playoff | playoff | playoff | playoff    | playoff             |
|          | Vin            | Par            | Per            | Tot            | PF             | PS             | Vin     | Per     | Tot     | PF      | PS      | risultato  | avversaria          |
| -------- | -------------- | -------------- | -------------- | -------------- | -------------- | -------------- | ------- | ------- | ------- | ------- | ------- | ---------- | ------------------- |
| 2006     | 4              | 0              | 4              | 8              | 193            | 235            | 0       | 1       | 1       | 7       | 45      | Semifinale | Winterthur Warriors |
| 2007     | 5              | 1              | 6              | 12             | 229            | 299            | -       | -       | -       | -       | -       | -          | -                   |
| 2008     | 1              | 0              | 7              | 8              | 63             | 292            | -       | -       | -       | -       | -       | -          | -                   |
| 2009     | -              | -              | -              | -              | -              | -              | -       | -       | -       | -       | -       | -          | -                   |
| Totale   | 10             | 1              | 17             | 28             | 485            | 826            | 0       | 1       | 1       | 7       | 45      |            |                     |

Fonte: Sito storico SAFV

### Riepilogo fasi finali disputate
| Anno              | Luogo     | Evento                   | Fase del torneo      | Incontro                                 | Risultato           |
| 1988              |           | Lega Nazionale B         | Spareggio promozione | Bern Grizzlies - Bülach Giants           | 29 - 9              |
| 10 settembre 1989 | Berna     | Lega Nazionale A         | Swiss Bowl           | Basilisk Meanmachine - Bern Grizzlies    | 22 - 35             |
| 1990              | Belgio    | EFL                      | Sedicesimi di finale | Brussels Raiders - Bern Grizzlies        | 72 - 0              |
| 1992              |           | Campionato Under-19      | Junior Bowl          | Zürich Renegades - Bern Grizzlies        | 6 - 0 o.t.          |
| 28 agosto 1994    |           | Lega Nazionale A         | Quarti di finale     | Bern Grizzlies - Lausanne Sharks         | 52 - 0              |
| 23 settembre 1995 | Zurigo    | Lega Nazionale A         | Swiss Bowl           | Bern Grizzlies - Geneva Seahawks         | 29 - 21             |
| 1995              |           | Campionato Under-19      | Quarti di finale     | Bern Grizzlies - Zürich Renegades        | 15 - 36             |
| 13 luglio 1996    | Zurigo    | Lega Nazionale A         | Swiss Bowl           | Bern Grizzlies - Geneva Seahawks         | 21 - 12             |
| 1997              | Berna     | Fed Cup                  | Semifinale           | Bern Grizzlies - Flash de La Courneuve   | 0 - 46, 6 - 31      |
| 1997              |           | Campionato Under-19      | Semifinale           | Zürich Renegades - Bern Grizzlies        | 20 - 14             |
| 12 luglio 1997    | San Gallo | Lega Nazionale A         | Swiss Bowl           | Bern Grizzlies - Seaside Vipers          | 21 - 31             |
| 1998              |           | Campionato Under-19      | Junior Bowl          | Bern Grizzlies - Zürich Renegades        | 0 - 36              |
| 1999              |           | Campionato Under-19      | Junior Bowl          | Bern Grizzlies - Seaside Merlins         | 48 - 8              |
| 12 settembre 1999 |           | Lega Nazionale B         | Finale               | Geneva Seahawks - Bern Grizzlies         | 17 - 16             |
| 2000              |           | Campionato Under-19      | Semifinale           | Bern Grizzlies - Gladiators Pratteln     | 12 - 20             |
| 2 settembre 2001  |           | Campionato               | Wild Card            | Zürich Renegades - Bern Grizzlies        | 51 - 0              |
| 2001              |           | Campionato Under-19      | Semifinale           | Landquart Broncos - Bern Grizzlies       | 30 - 29             |
| 2002              |           | Campionato Under-19      | Semifinale           | Gladiators Beider Basel - Bern Grizzlies | 36 - 8              |
| 14 settembre 2003 |           | Campionato               | Semifinale           | Gladiators Beider Basel - Bern Grizzlies | 40 - 18             |
| 2003              |           | Campionato Under-19      | Junior Bowl          | Gladiators Beider Basel - Bern Grizzlies | 26 - 8              |
| 3 luglio 2005     |           | Lega Nazionale A         | Semifinale           | Zürich Renegades - Bern Grizzlies        | 32 - 22             |
| 2 luglio 2006     |           | Lega Nazionale A         | Semifinale           | Zürich Renegades - Bern Grizzlies        | 48 - 8              |
| 2006              |           | Campionato Flag Under-13 | Semifinale           | Winterthur Warriors - Bern Grizzlies     | 45 - 7              |
| 14 luglio 2007    | Berna     | Lega Nazionale A         | Swiss Bowl           | Bern Grizzlies - Winterthur Warriors     | 24 - 17             |
| 2008              |           | Juniorenliga             | Semifinale           | Gladiators Beider Basel - Bern Grizzlies | 48 - 6              |
| 12 luglio 2009    | Igis      | Lega Nazionale A         | Semifinale           | Calanda Broncos - Bern Grizzlies         | 42 - 0              |
| 2009              |           | Flagliga Under-15        | Semifinale           | Rafz Bulldogs - Bern Grizzlies           | 44 - 38 o.t.        |
| 11 luglio 2010    | Igis      | Lega Nazionale A         | Semifinale           | Calanda Broncos - Bern Grizzlies         | 30 - 7              |
| 2010              |           | Juniorenliga             | Semifinale           | Calanda Broncos - Bern Grizzlies         | 18 - 12             |
| 9 luglio 2011     | Landquart | Lega Nazionale A         | Semifinale           | Calanda Broncos - Bern Grizzlies         | 42 - 6              |
| 2011              |           | Flagliga Under-16        | Semifinale           | Rafz Bulldogs - Bern Grizzlies           | 48 - 12             |
| 30 giugno 2012    | Coira     | Lega Nazionale A         | Semifinale           | Calanda Broncos - Bern Grizzlies         | 50 - 0 d.g.s.       |
| 2012              |           | Flagliga Under-16        | Semifinale           | Geneva Seahawks 1 - Bern Grizzlies       | 54 - 0 (mercy rule) |
| 30 giugno 2013    | Basilea   | Lega Nazionale A         | Semifinale           | Gladiators Beider Basel - Bern Grizzlies | 34 - 6              |
| 6 luglio 2014     | Coira     | Lega Nazionale A         | Semifinale           | Calanda Broncos - Bern Grizzlies         | 65 - 37             |
| 2014              | Bienne    | Campionato Under-19      | Junior Bowl          | Bern Grizzlies - Zürich Renegades        | 31 - 20             |
| 11 luglio 2015    | Basilea   | Lega Nazionale A         | Swiss Bowl           | Bern Grizzlies - Calanda Broncos         | 21 - 49             |
| 9 luglio 2016     | Basilea   | Lega Nazionale A         | Swiss Bowl           | Bern Grizzlies - Calanda Broncos         | 35 - 42             |
| 1º luglio 2017    | Basilea   | Lega Nazionale A         | Semifinale           | Gladiators Beider Basel - Bern Grizzlies | 14 - 7              |
| 1º luglio 2018    |           | Lega Nazionale A         | Semifinale           | Bern Grizzlies - Geneva Seahawks         | 14 - 21             |
| 7 luglio 2019     |           | Lega Nazionale A         | Semifinale           | Geneva Seahawks - Bern Grizzlies         | 24 - 7              |
| 2 ottobre 2021    |           | Lega Nazionale A         | Swiss Bowl           | Calanda Broncos - Bern Grizzlies         | 21 - 12             |
| 16 luglio 2022    | Grenchen  | Lega Nazionale A         | Swiss Bowl           | Bern Grizzlies - Calanda Broncos         | 26 - 22             |

## Palmarès
- 6 Swiss Bowl (1989, 1995, 1996, 2007, 2016, 2022)
- 1 Lega Nazionale B (1993)
- 3 Junior Bowl (1999, 2014, 2017)

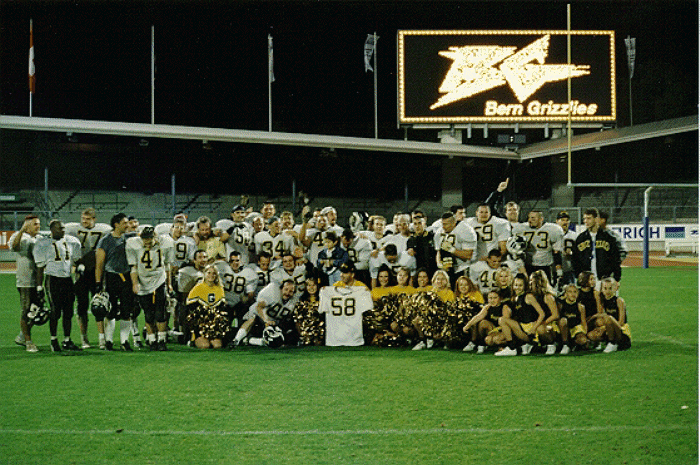
La squadra campione del 1995
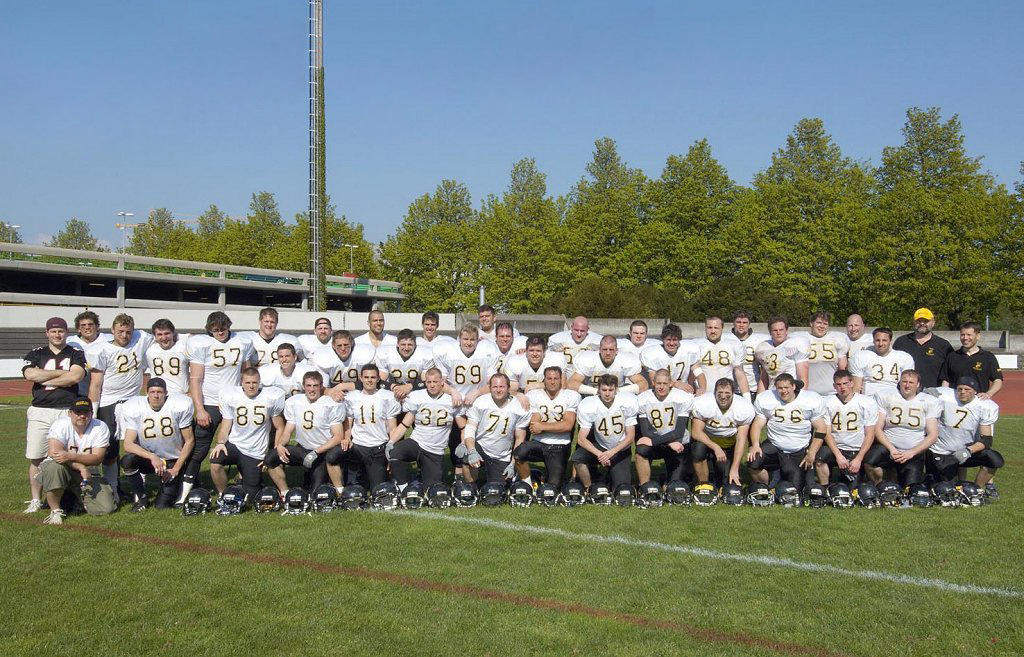
La squadra campione del 2007